# Paul Renner

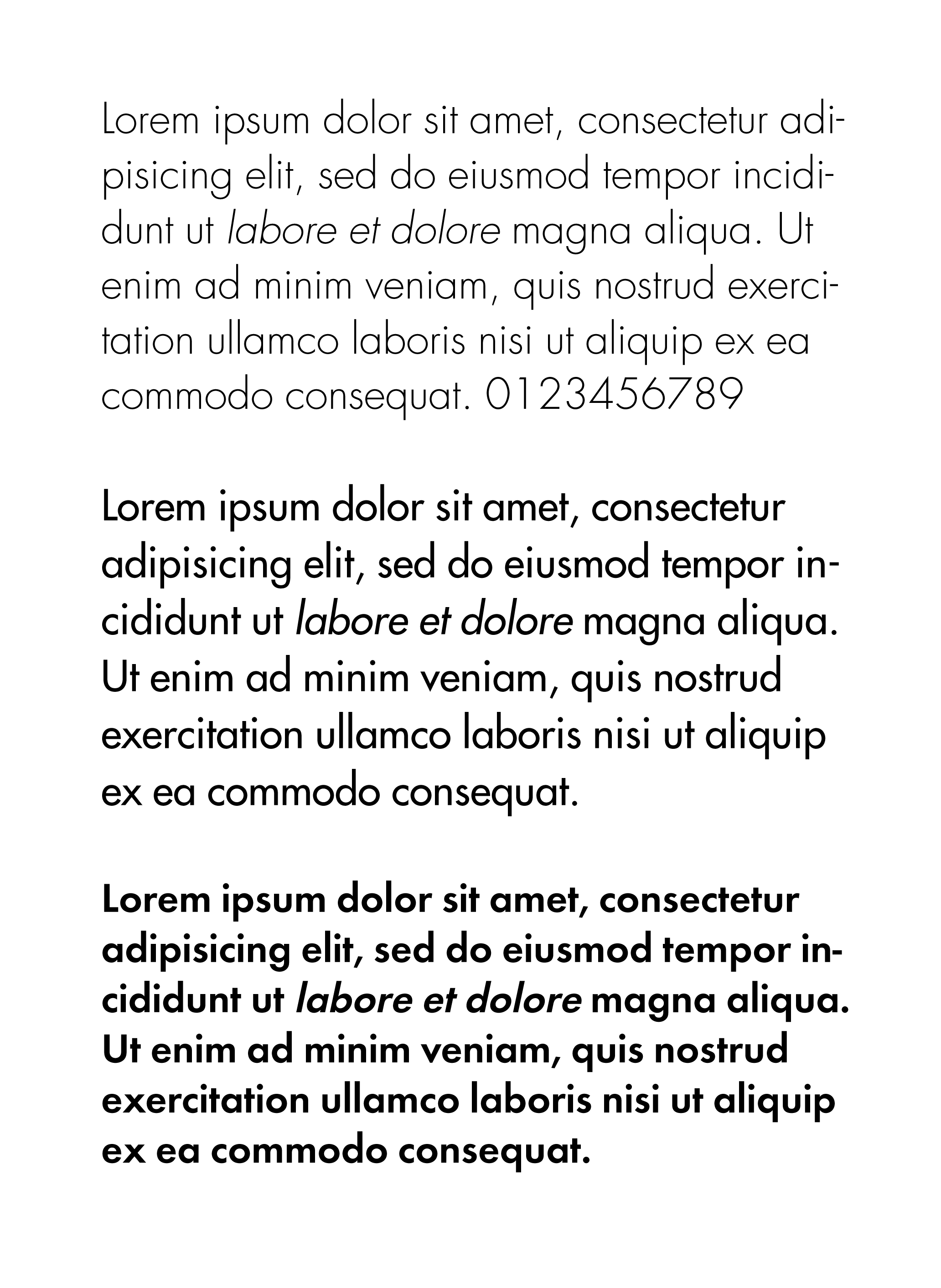
Futura

Paul Renner, född 9 augusti 1878 i Wernigerode, död 25 april 1956 i Hödingen, var en betydande tysk typograf och grafiker, skapare av typsnittet Futura
Paul Renner studerade arkitektur och måleri i Berlin, München och Karlsruhe. 1910 gick han med i Deutscher Werkbund. 1925-1926 studerade han reklamgrafik och typografi vid Frankfurts konstskola. 1926 började han leda de grafiska yrkesskolorna i München. 1932 gav ett schweiziskt förlag ut Renners stridsskrift för det moderna som inte fått något förlag i Tyskland. I april 1933 greps han av nazisterna och tvingades lämna sitt ämbete. I maj samma år emigrerade Renner till Schweiz. 